# Turkosskrika
Turkosskrika (Cyanolyca turcosa) är en fågel i familjen kråkfåglar inom ordningen tättingar.

## Utseende och läte
Turkosskrikan är en helt turkosblå fågel, med svart ögonmask, svart bröstband och vitaktig framhjässa. Arten är mycket lik svartkragad skrika, men är mer bjärt blåfärgad, framför allt på hjässa och strupe. Den skiljs från praktskrikan genom bröstbandet och avsaknad av mörkgrått på rygg och bröst. Bland de imponerande många lätena hörs jamande, skriande och spinnande ljud.

## Utbredning och systematik
Fågeln förekommer i Anderna från sydöstra Colombia till norra Peru (norra Piura och nordvästra Cajamarca). Den behandlas som monotypisk, det vill säga att den inte delas in i några underarter.

## Levnadssätt
Turkosskrikan hittas i molnsskogar i Anderna. Där ses den i smågrupper som ljudligt rör sig fram i skogen.

## Status och hot
Arten har ett stort utbredningsområde, men tros minska i antal, dock inte tillräckligt kraftigt för att den ska betraktas som hotad. Internationella naturvårdsunionen IUCN listar arten som livskraftig (LC).